# Danh sách nhân vật trong Chạng vạng
Dưới đây là danh sách các nhân vật trong bộ tiểu thuyết Chạng vạng tác giả Stephenie Meyer, xuất hiện trong Chạng vạng, Trăng non, Nhật thực và Hừng Đông

## Chú giải
- Những ma-cà-rồng sống thành đôi:(_)
- Những ma-cà-rồng có năng lực đặc biệt: (*)
- Những ma-cà-rồng đã chết:

## Nhóm ma-cà-rồng Olympic

#### Carlisle Cullen

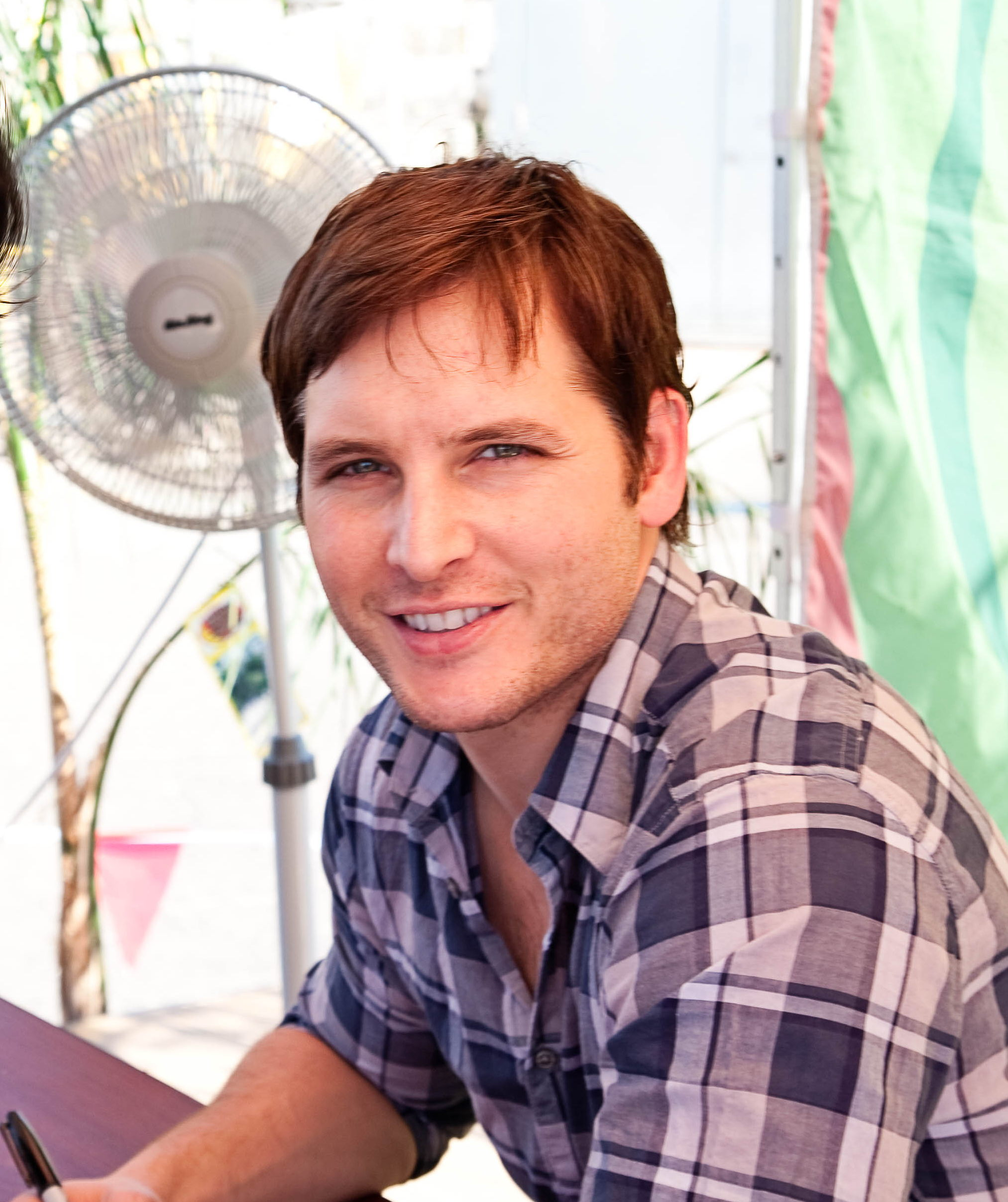
Peter Facinelli trong vai bác sĩ Carlisle Cullen

Carlisle Cullen (cũng Stregoni Benefici) là nhân vật hư cấu của bộ tiểu thuyết Chạng vạng tác giả Stephenie Meyer. Trong tác phẩm, Carlisle là chồng của Esme, cha nuôi của Edward, Emmett, Rosalie, Jasper, Alice, xuất hiện lần đầu trong Chạng vạng và có tuổi trước khi biến đổi là 23. Carlisle được miêu tả trông như một tài tử điện ảnh, tóc vàng óng, chiều cao 1m90, mảnh dẻ nhưng rắn chắc. Carlisle giải thích rằng khi một con người biến đổi thành ma cà rồng, họ sẽ được tăng cường các năng lực vốn có từ cuộc sống trước kia. Ông tin rằng mình giữ được lòng nhân ái từ cuộc sống con người. Carlisle đã bỏ ra hàng thế kỉ để hoàn thiện thiên tài y học của mình. Điều đó khiến ông trở thành một bác sĩ xuất sắc. Khác với đa phần các ma cà rồng khác Carlisle hoàn toàn trơ với máu người, thành quả của hơn 300 năm cố gắng kìm nén cảm xúc.
Carlisle Cullen là con trai của một mục sư Anh giáo, sinh vào những năm 1640 tại London, Anh, trong thời gian cải cách tôn giáo. Cha ông và những mục sư khác truy đuổi những sinh vật như phù thủy, người sói và ma cà rồng, thường nhầm lẫn chúng với con người. Theo lệnh cha, Carlisle cũng phải gánh nhiệm vụ. Một đêm, ông bị tấn công bởi một ma cà rồng và bị bỏ lại kiệt sức trên phố. Biết rằng sẽ không được xã hội chấp nhận, ông trốn trong im lặng cho đến khi biến đổi thành một ma cà rồng. Kinh hãi, ông thử mọi phương pháp để kết thúc cuộc sống, nhưng không gì có thể làm tổn hại đến sức mạnh ông đang có. Đêm nọ, ông không thể chịu được cơn đói và hút máu một bầy nai tình cờ gặp. Sau đó, nhận ra mình không bao giờ chết như con người, ông hoàn thiện khả năng kiềm chế với máu và trở thành một bác sĩ.
Trong một thời gian ngắn, Carlisle sống với nhà Volturi mặc dù sau đó ông đi và sang Tân thế giới. Trong thời gian chữa bệnh trong dịch cúm Tây Ban Nha 1918, ông gặp một người phụ nữ đã cầu xin ông làm tất cả để cứu con trai bà, Edward. Muốn thoát khỏi cô đơn, Carlisle biến đổi Edward thành ma cà rồng và họ trở thành một nhóm. Sau đó, năm 1921, Carlisle chuyển tới Wisconsin nơi ông cứu sống Esme, người phụ nữ đã cố tự tử không thành vì mất đứa con mới lọt lòng. Carlisle cảm thấy bắt buộc phải cứu sống bà, và biến đổi bà thành ma cà rồng. Sau đó, hai người yêu nhau và làm đám cưới. Carlisle tiếp tục biến đổi Rosalie Hale, một cô gái trẻ bị bỏ lại trên đường phố đến chết bởi gã bạn trai cũ say sỉn và đám bạn của hắn ở Rochester, New York. Sau đó, trong lúc đi săn, Rosalie tìm thấy một chàng trai trẻ tên Emmett, sắp bị một con gấu xơi tái, và mang anh vượt hơn 100 dặm đến chỗ Carlisle, cầu xin Carlisle đã biến đổi Emmett, vì Rosalie không thể cưỡng lại sự hấp dẫn của anh. Sau đó, nhà Cullen chuyển tới Hoquiam, Washington, nơi họ thoả thuận một giao ước với tộc da đỏ Quileute rằng người Quileute sẽ không liên can đến nhà Cullen nếu họ không làm hại bất cứ con người nào và không đặt chân đến mảnh đất của người da đỏ. Nhà Cullen đồng ý giao ước và sống trong hòa bình cho đến khi chuyển đi. Giữa lúc chưa về Forks lần thứ hai, Jasper và Alice gia nhập nhà Cullen.
Suốt bộ tiểu thuyết Chạng vạng, Carlisle làm việc như một bác sĩ, hoạt động như người đứng đầu của nhóm và sử dụng phương tiện y học để giúp đỡ Bella khi cô mang thai trong Hừng Đông
Peter Facinelli thủ vai Carlisle trong Chạng vạng (phim 2008)

#### Esme Cullen

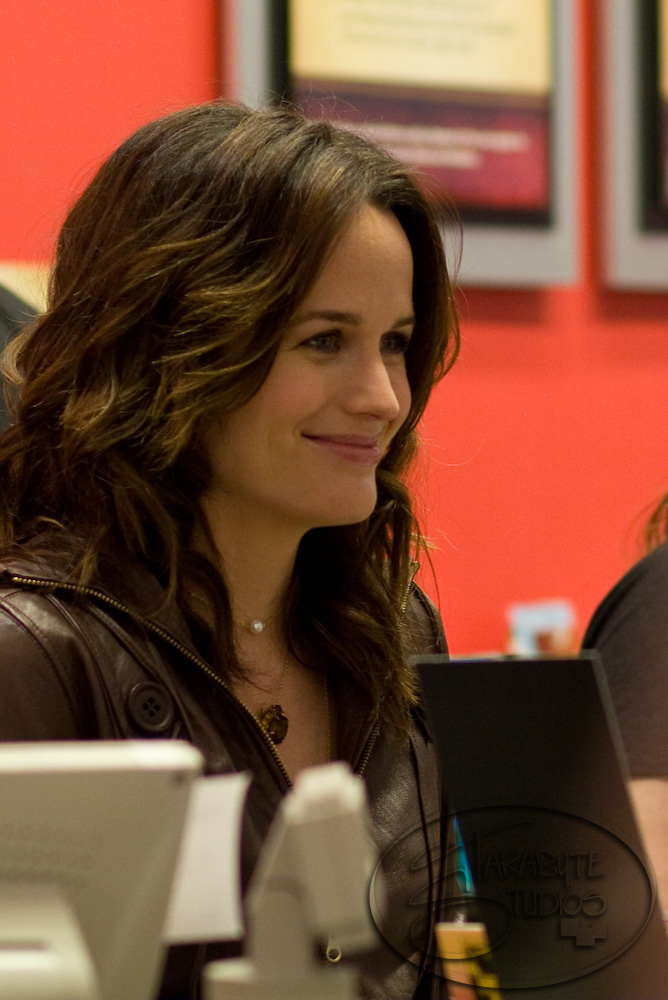
Elizabeth Reaser trong vai Esme Cullen

Esme Cullen (tên khai sinh Esme Anne Platt và sau đó Esme Anne Evenson) là nhân vật hư cấu của bộ tiểu thuyết Chạng vạng tác giả Stephenie Meyer. Trong tác phẩm, Esme là vợ của Carlisle và là mẹ nuôi của Edward, Emmett, Rosalie, Jasper, Alice. Bà thích khôi phục những ngôi nhà cũ và tuổi trước khi biến đổi là 26. Bà không có năng lực đặc biệt nhưng có một tình yêu thương mãnh liệt. Esme được miêu tả cao 5 ft 6 in (1.7 m), với mái tóc màu caramel, khuôn mặt trái tim sắc nét với đôi má lúm đồng tiền, các ngón tay thon mảnh nhưng đày đặn và ngắn. Esme sinh vào khoảng cuối thế kỉ 19, sống ở Columbus, Ohio. Bà cưới Charles Evenson, nhưng bị chồng ngược đãi. Sau khi phát hiện mình có thai, bà bỏ trốn và sinh con nhưng đứa trẻ đã chết vài ngày sau đó. Tuyệt vọng vì mất con, Esme tìm đến cái chết bằng cách gieo mình xuống núi. Chết lâm sàng, bà được đưa vào nhà xác. Carlisle, vẫn nhớ đã chữa trị cho bà nhiều năm trước, cảm nhận được trái tim Esme còn đập và biến đổi bà thành ma cà rồng. Esme yêu và cưới Carlisle sau đó. Bà yêu thương những đứa con nuôi như đứa con đã qua đời, nhưng vẫn không nguôi đau buồn vì không thể sinh một đứa con.
Esme hiện diện xuyên suốt bộ truyện Chạng vạng. Bà tiết lộ quá khứ của mình cho Bella suốt trận bóng chày trong Chạng vạng. Esme chăm sóc Bella như con gái ruột của mình, an ủi cô những khi đau khổ. Trong Hừng đông hé lộ rằng Esme sở hữu một hòn đảo ở miền Bắc tên là "Đảo Esme" do Carlisle mua tặng, nơi bà dành cho Edward và Bella hưởng tuần trăng mật.
Elizabeth Reaser thủ vai Esme trong Chạng vạng (phim 2008)

#### Rosalie Hale

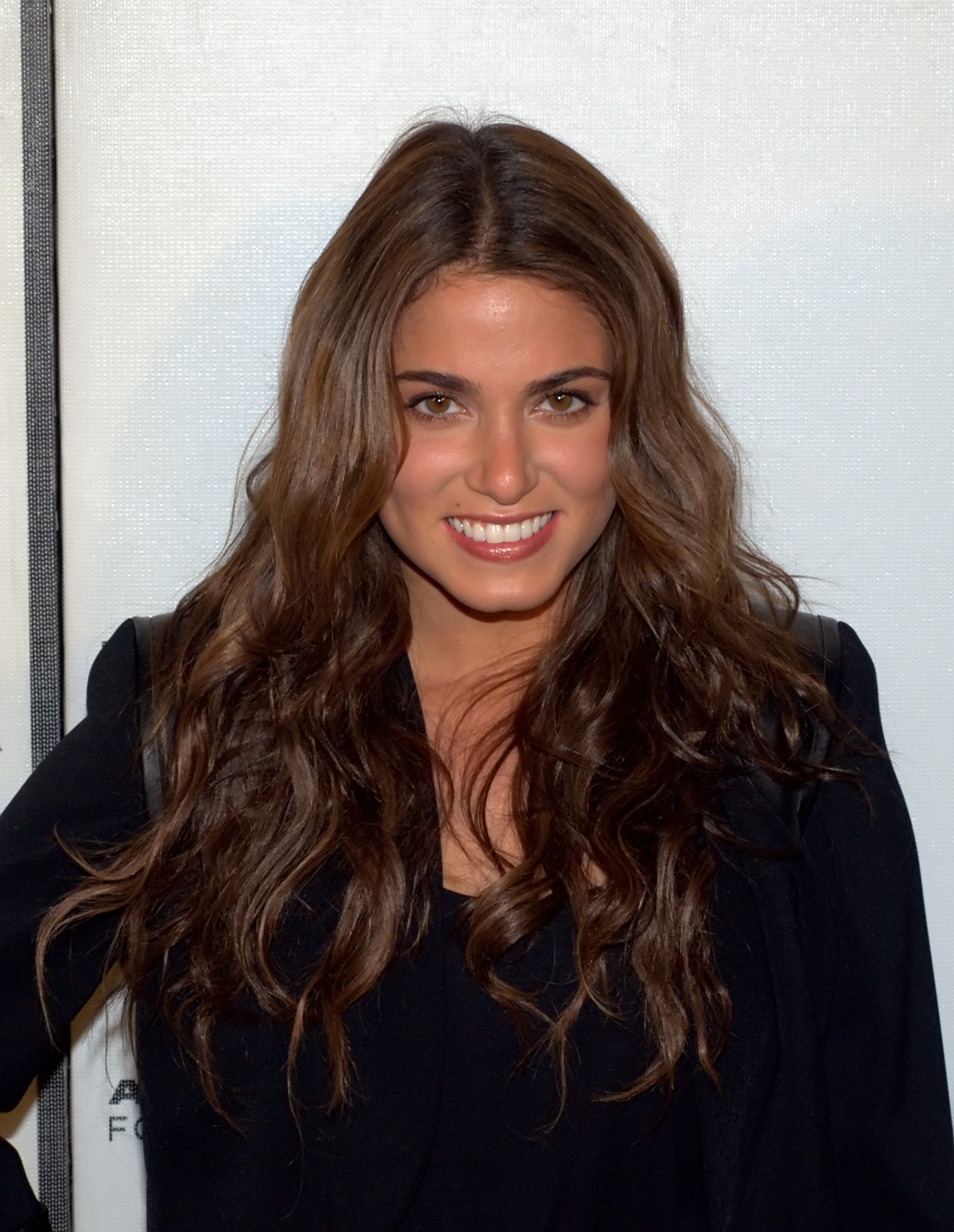
Nikki Reed trong vai Rosalie Hale

Rosalie Lilian Hale  (tên khai sinh Rosalie Hale) là nhân vật hư cấu của bộ tiểu thuyết Chạng vạng tác giả Stephenie Meyer. Trong tác phẩm, Rosalie là con gái nuôi của Carlisle và Esme, em gái nuôi của Edward, Alice và Jasper, vợ của Emmett. Cô và Jasper là những người duy nhất không lấy họ là Cullen. Tuổi trước khi biến đổi của cô là 18. Rosalie sinh năm 1915 tại Rochester, New York, là con gái của một nhân viên ngân hàng. Được miêu tả như "người phụ nữ đẹp nhất thế gian", dù là một ma cà rồng cô sở hữu một vóc dáng cao ráo, hoàn mĩ như một bức tượng Hy Lạp cổ và mái tóc dài gợn sóng. Khi còn là con người, cô được khắc họa như một cô gái xinh đẹp, thanh lịch, quý phái với đôi mắt phơn phớt tím. Royce King II, con trai ông chủ ngân hàng đó cảm thấy thích thú với cô và sau đó họ đính hôn. Rosalie vô cùng ghen tị với cô bạn thân Vera vì cậu con trai Vera và trong một lần thăm viếng, nhận ra rằng cô không thể có với Royce tình yêu như Vera với chồng. Khi sau một lần viếng thăm nhà cô bạn thân Vera về, Rosalie trên đường về đã gặp Royce cùng đám bạn say xỉn của hắn ta. Royce huênh hoang về vẻ đẹp của vị hôn thê cũ khiến cô bị hành hung, cưỡng bức và bị bỏ mặc cho đến chết. Carlisle tình cờ gặp cô trên đường cùng với bà Esme và Edward và ông quyết định biến đổi cô thành ma cà rồng. Sau đó, Rosalie tra tấn và lấy mạng những kẻ đã gây tội ác với cô, kể cả Royce, nhưng không đụng đến máu của chúng.
Khi Rosalie lần đầu xuất hiện trong Chạng vạng, cô lạnh lùng với Bella bởi ghen tị với cuộc sống con người mà Bella có, cô không muốn Bella chọn cuộc đời ma cà rồng vì cho rằng ma-cà-rồng là một con quỷ không có linh hồn và sẽ không có chỗ trên thiên đường. Rosalie là cô gái tự mãn, ích kỷ, khao khát được trở lại làm người và có một đứa con đến mức có thể đánh đổi cả sự bất tử và sắc đẹp cho điều đó. Trong Trăng non, cô đã nhầm lẫn khi thông báo cho Edward rằng Alice tiên thị những hình ảnh rằng Bella đã chết khiến Edward lập tức tới Ý, tìm gặp Volturi để xin được chết. Trong Nhật thực, Rosalie tâm sự về quá khứ với Bella với hi vọng cô sẽ vẫn giữ cuộc sống con người của mình - cuộc sống mà Rose luôn mong ước. Cô cũng gia nhập liên minh chống băng nhóm ma cà rồng mới sinh của Victoria. Trong Hừng đông, Bella nhờ tới sự giúp đỡ Rosalie sau khi biết mình mang thai bởi cô biết Rosalie luôn thèm muốn có được một đứa con. Rose đã luôn ở cạnh Bella lúc có thai, để bảo vệ lựa chọn giữ lại đứa bé. Rosalie hành động như người bảo vệ cho đứa trẻ, Renesmee, chăm sóc bé trong khi Bella trải qua thời gian biến đổi thành ma cà rồng. Khi Volturi dốc sức huỷ diệt Renesmee, Rosalie đã cùng cha Carlisle và gia đình tập hợp những ma cà rồng du cư để cung cấp bằng chứng Renesmee không phải là mối hiểm họa.
Nikki Reed thủ vai Rosalie trong serie Chạng vạng (phim 2008)

#### Emmett Cullen

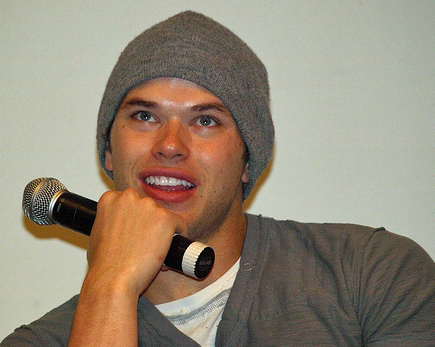
Kellan Lutz trong vai Emmett Cullen

Emmett Cullen (tên khai sinh Emmett McCarty) là nhân vật hư cấu của bộ tiểu thuyết Chạng vạng tác giả Stephenie Meyer. Trong tác phẩm, Emmett là con trai nuôi của Carlisle và Esme, anh trai nuôi của Edward, Alice và Jasper, chồng của Rosalie. Emmett được miêu tả có thân hình cao lớn, vạm vỡ, vô cùng rắn chắc, mái tóc ngắn, quăn và đôi má lúm đồng tiền.
Năm Emmett 20 tuổi, sống tại Gatlinburg,Tennessee, anh bị một con gấu tấn công. Rosalie trong lúc đi săn trong vùng đã tìm thấy anh trong tình trạng nguy kịch. Mái tóc quăn, đôi má lúm đồng tiền, hình ảnh trong sáng của Emmett gợi cho cô nhớ đến đứa con trai của người bạn thân Vera, đứa trẻ mà cô rất yêu thương. Điều đó khiến Rosalie cõng anh vượt hơn 100 dặm tới Appalachia, chỗ bác sĩ Carlisle, khẩn cầu ông cứu vớt sự sống của Emmett bằng cách biến anh thành ma cà rồng. Anh gia nhập nhà Cullen, nhưng ban đầu gặp vấn đề trong việc ăn chay bằng máu thú vật. Trong Chạng vạng, Emmett thoạt tiên cảnh giác với Bella, nhưng sau đó rất nồng hậu với cô. Anh thường trêu chọc cô vì sự vụng về và tính bẽn lẽn, ngang bướng và đồng ý việc cô muốn trở thành ma cà rồng trong Trăng non. Trong Hừng đông, Emmett hay đùa cợt bóng gió về đời sống tình ái của Bella, cho đến khi cô đánh bại anh trong một cuộc vật tay.
Kellan Lutz thủ vai Emmett trong Chạng vạng (phim 2008)

#### Alice Cullen

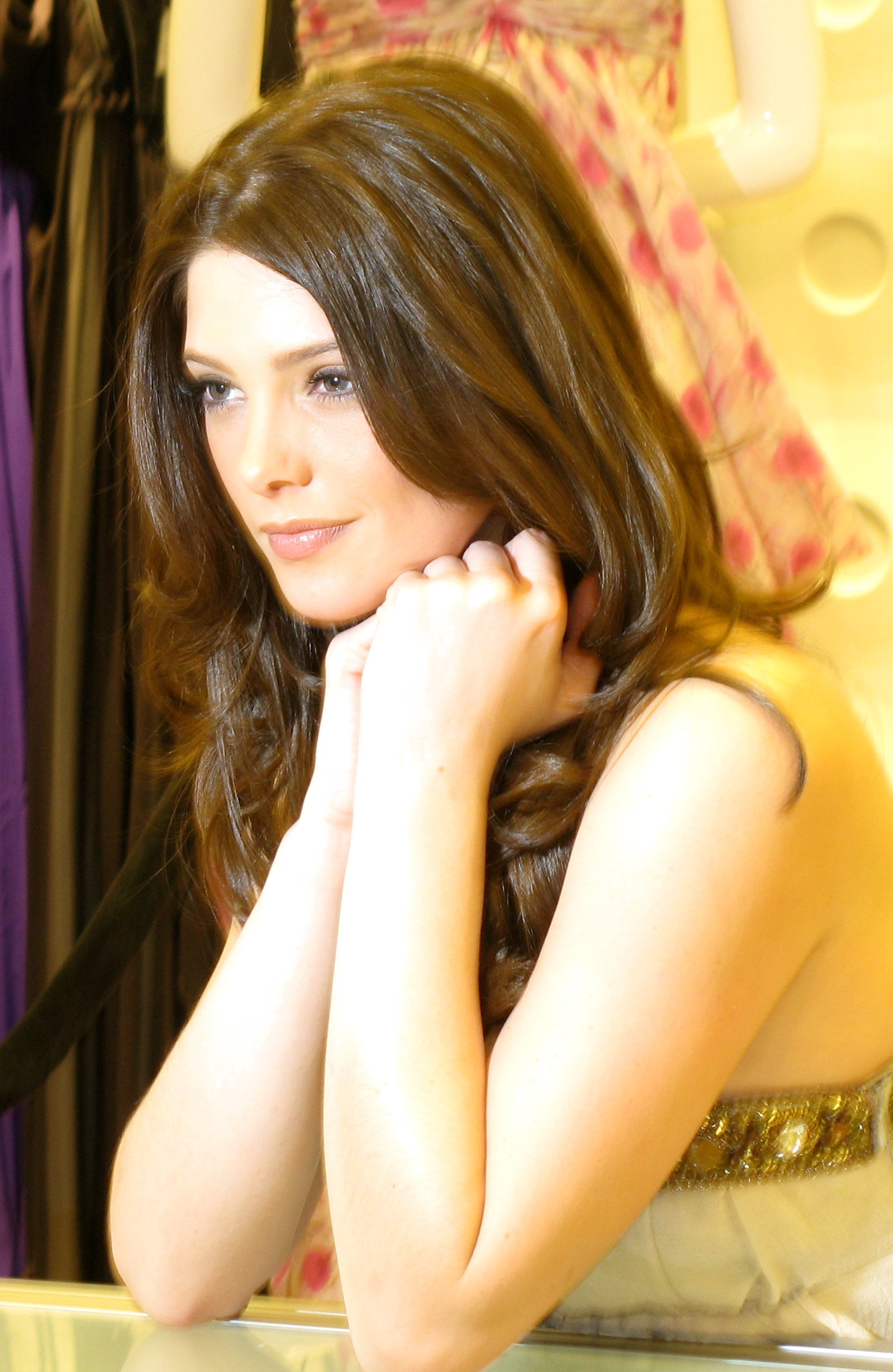
Ashley Greene trong vai Alice Cullen

Alice Cullen (tên khai sinh Mari Alice Brandon) là nhân vật hư cấu của bộ tiểu thuyết Chạng vạng tác giả Stephenie Meyer. Trong tác phẩm, Alice là con gái nuôi của Carlisle và Esme, em gái nuôi của Edward, Rosalie và Emmett; vợ của Jasper. Cô được mô tả như 1 cô gái nhỏ nhắn như 1 tiên nữ với chiều cao 4 ft 10 in (1m50), dáng đi uyển chuyển và mái tóc đen, ngắn, lỉa chỉa ra nhiều hướng. Khả năng đặc biệt của cô là tiên thị trước về tương lai. Tuy nhiên, khả năng này bị hạn chế: cô chỉ có thể thấy được thời điểm các hành động được quyết định và không thể nhìn thấy đội quân của Victoria trong Nhật thực. Theo đó, các quyết định bất ngờ không thể được dự báo trước. Alice có thể nhìn thấy trước tương lai của con người và ma cà rồng, nhưng không thể nhìn thấy tương lai của người sói và đứa trẻ lai ma cà rồng, như Renesmee. Trong Hừng đông, Alice lý luận rằng cô có thể thấy rõ ràng tương lai của ma cà rồng vì cô là ma cà rồng, có thể thấy một phần tương lai con người vì cô đã từng là con người nhưng không thể nhìn thấy tương lai người sói hay người lai vì cô chưa từng là những sinh vật đó.
Alice được mô tả là rất lạc quan, và yêu thương chăm sóc Bella như 1 người em gái. Sở thích của cô bao gồm cả mua sắm, trang trí và tổ chức các bữa tiệc. Cuộc đời con người của Alice rất mơ hồ, vì cô không còn nhớ gì về cuộc đời đó lúc cô thức giấc sau khi trở thành 1 ma cà rồng. Tác phẩm có hé lộ rằng Alice sinh ra vào khoảng năm 1901 tại Biloxi, Mississippi và bị giam trong dưỡng trí viện vì cô có khả năng tiên thị. Cô được biến đổi bởi 1 ma cà rồng già làm việc trong dưỡng trí viện để bảo vệ cô khỏi James, 1 ma cà rồng đang cố hút thứ máu có mùi hương hấp dẫn của cô. Sau khi tìm kiếm, Alice tìm thấy phần mộ của mình và ngày tháng trên bia mộ trùng khớp với ngày tháng trong giấy nhập viện. Qua cuộc tìm kiếm cô khám phá thêm rằng mình có một người em gái tên Cynthia và con gái Cynthia, cháu gái của Aice, vẫn sống tại Biloxi.
Trong Chạng vạng Alice sử dụng khả năng của mình để giúp đỡ Bella khi cô gặp nguy hiểm. Cả hai sớm trở thành bạn bè và thân thiết như chị em gái trong Trăng non Alice nhìn thấy trước Bella gieo mình xuống vách đá và có vẻ cô đang cố gắng tự tử, dù sự thật Bella đang tham gia vào 1 trò thể thao mạo hiểm của người sói. Rosalie, tin rằng Bella đã chết, thông báo cho Edward. Sau khi biết sự thật, Alice đưa Bella tới Ý để ngăn cản Edward tìm đến cái chết. Họ đã thành công nhưng bị đưa đến diện kiến nhà Volturi, những kẻ gìn giữ trật tự cho thế giới ma cà rồng. Qua tiên đoán của Alice, Aro - người cầm đầu có thể thấy Bella sẽ trở thành 1 ma cà rồng và đồng thời, Alice và Edward gia nhập bọn họ. Bị mê hoặc bởi ý nghĩ sẽ có thêm những ma-cà-rồng có khả năng đặc biệt vào đội quân của mình, Aro đã để cho họ đi. Trong Nhật thực, Alice chứng tỏ mình là 1 chiến binh lão luyện, gia nhập liên minh để huỷ diệt nhóm ma cà rồng mới được tạo ra bởi Victoria phục vụ cho việc trả thù Edward và Bella. Alice là phù dâu của Bella trong đám cưới của cô trong Hừng đông và giúp Renesmee chứng minh được nguồn gốc ma cà rồng lai của bé sau khi tìm được nhân chứng quan trọng, ma-cà-rồng lai khác tên Nahuel ở Brazil. Alice đã thành công và Aro, nhìn thấy tương lai bị tiêu diệt của nhà Volturi khi đọc ý nghĩ của Alice, đã phải giả vờ chấp nhận rằng Renesmee không phải là mối hiểm họa và rút quân.
Ashley Greene thủ vai Alice trong Chạng vạng

#### Jasper Cullen

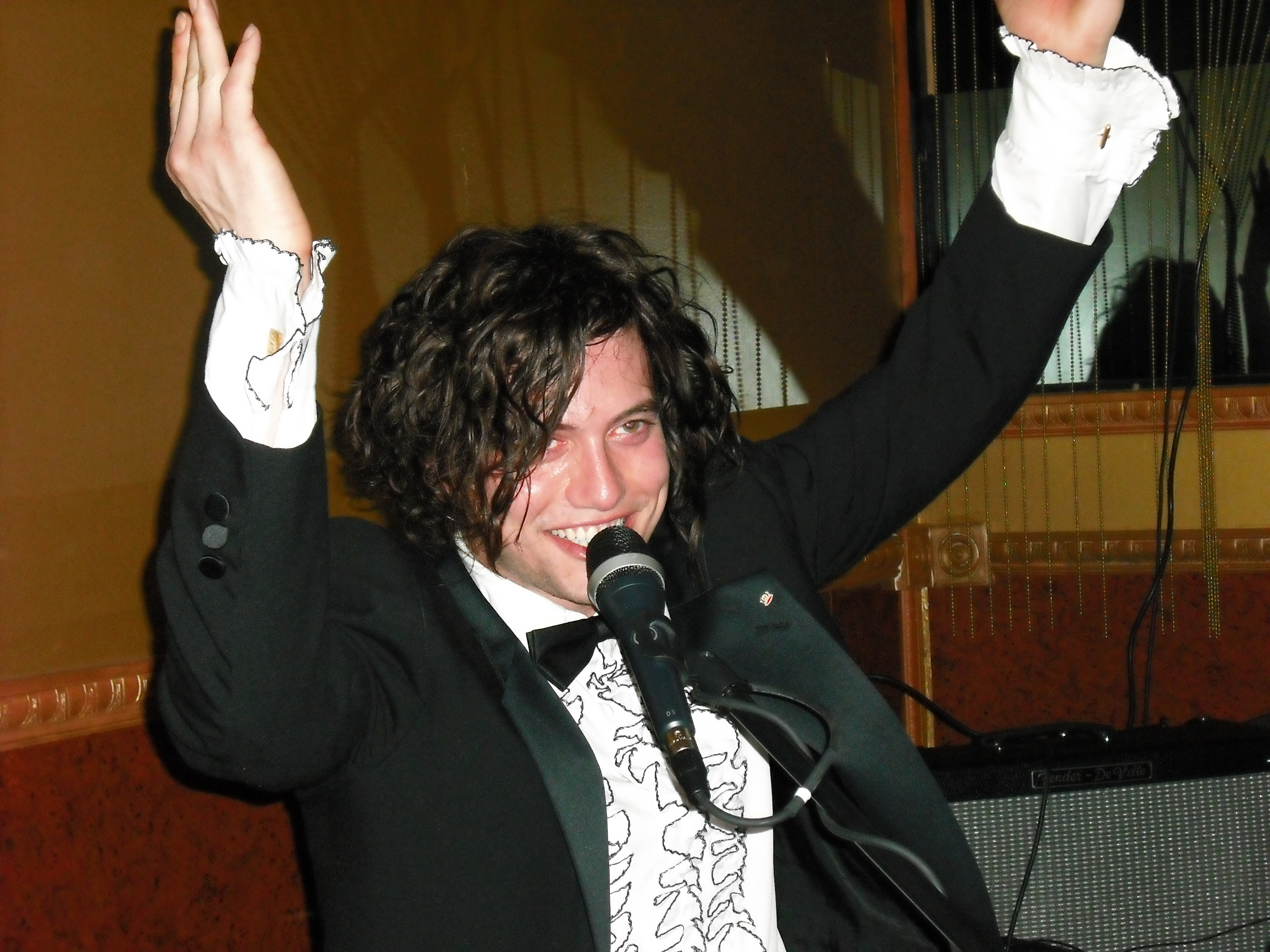
Jackson Rathbone trong vai Jasper Hale

Jasper Hale (tên khai sinh Jasper Whitlock) là nhân vật hư cấu của bộ tiểu thuyết Chạng vạng tác giả Stephenie Meyer. Trong tác phẩm, Jasper là con trai nuôi của Carlisle và Esme, em trai nuôi của Emmett, Edward, Rosalie và chồng của Alice. Anh sinh tại Texas và gia nhập Quân đội liên bang miền Nam (Confederate States Army) năm 1861 để tham chiến trong cuộc Nội chiến Mỹ (Civil War). Dựa vào khả năng thuyết phục tuyệt vời, anh thăng tiến rất nhanh. Jasper bị biến đổi thành ma cà rồng năm 1863 bởi một ma cà rồng tên Maria năm 20 tuổi. Khi trở thành ma cà rồng, anh có khả năng đặc biệt, điều khiển cảm xúc của mọi người xung quanh. Nhận thấy khả năng và tài chỉ huy của Jasper trong quân ngũ, Maria quyết định để anh thành lập một đội quân ma cà rồng giúp cô ta giành địa bàn ở Monterrey. Nhiệm vụ của Jasper là huấn luyện các ma cà rồng trẻ và thủ tiêu chúng khi không còn hữu ích (khoảng 1 năm sau khi biến đổi, sức mạnh của chúng dần bị hao mòn). Đội quân của Jasper là những chiến binh thực sự, đầy sức mạnh, kỹ năng chiến đấu và khả năng ngụỵ trang hoàn hảo nhất so với những tên mới sinh khác và họ đã giúp Maria đạt được tham vọng của cô ta. Nhưng sau gần một thế kỉ như vậy, Jasper cảm thấy quá mệt mỏi và tìm đến một người bạn cũ, Peter và người tình Charlotte. Cuối cùng, anh rời bỏ họ, không muốn tiếp tục săn người vì anh có thể cảm nhận được cảm xúc của con mồi khi họ bị giết chết. Alice, nhìn thấy trước tương lai 2 người, đã chủ động tìm đến anh trong một quán ăn tồi tàn ở Philadelphia và họ cùng nhau tìm đến nhà Cullen. Trong quá khứ, Jasper có thể săn người tùy ý nên anh thiếu khả năng kiềm chế. Tuy nhiên, trong Nhật thực gợi mở rằng cuộc sống ăn chay không phải là lựa chọn đầu tiên và nó cũng tác động đến sự tự chủ của anh.
Jasper được miêu tả có dáng người cao với mái tóc quăn và vàng óng như mật ong, cơ bắp và rắn chắc. Cơ thể anh đầy những vết sẹo hình trăng lưỡi liềm, kết quả của nhiều cuộc chiến đẫm máu tranh giành địa bàn ở miền Nam và huấn luyện ma cà rồng.
Trong Chạng vạng, Jasper hộ tống Alice và Bella chạy trốn khỏi James. Anh sử dụng năng lực của mình để giữ cho Alice bình tĩnh khi cô lo lắng hay căng thẳng. Trong Trăng non, anh đã sử dụng khả năng của mình để làm cho Bella đồng ý đi dự sinh nhật của mình do Alice tổ chức khi cô từ chối. Anh đã không thể tự chủ và đã tấn công Bella khi cô bị đứt tay, khiến nhà Cullen phải rời Forks để giữ an toàn cho cô. Trong Nhật thực, Jasper dạy cho người sói và ma cà rồng nhưng kĩ năng tự bảo vệ để chống lại bọn ma cà rồng mới sinh. Trong Hừng đông Jasper và Alice rời khỏi gia đình Cullen để đi tìm nhân chứng người lai ma cà rồng và trở về với cô để bảo vệ Renesmee khỏi Volturi.
Jackson Rathbone thủ vai Jasper trong Chạng vạng (phim 2008)

#### Renesmee Cullen
Renesmee "Nessie" Carlie Cullen là nhân vật hư cấu của bộ tiểu thuyết Chạng vạng tác giả Stephenie Meyer. Trong tác phẩm, Renesmee là nhân vật lai nửa người nửa ma cà rồng, con gái của Bella Swan và Edward Cullen, sinh ngày 10 - 9 - 2006, 3 ngày trước sinh nhật lần thứ 19 của Bella trong Hừng đông. Tên của bé là sự kết hợp của tên mẹ Bella, Renée và tên mẹ nuôi của Edward, Esme. Tên đệm ghép từ các chữ cái đầu tên của Carlisle, cha nuôi của Edward và tên của Charlie, cha Bella. Bé có gương mặt và màu tóc của Edward, nhưng mái tóc quăn như ông ngoại Charlie, và cặp mắt nâu của Bella. Qua lời miêu tả của Bella và Jacob, cô bé như đứa trẻ xinh đẹp nhất thế giới, mặc dù còn quá nhỏ. Tim bé hoạt động như con người, khiến bé ánh hồng và làn da trắng toát sáng rạng rỡ dưới ánh nắng. Da bé rất ấm và mềm, nhưng mạnh như một ma cà rồng. Renesmee có thể sống bằng máu và thức ăn, dù bé thích máu hơn, và không tiết nọc độc. Bé có khả năng cho người khác xem những hình ảnh trong đầu mình bằng cách tiếp xúc cơ thể, như thể cô bé đang làm ngược lại với cha mình. Renesmee lớn như thổi cả về thể chất và trí tuệ, biết nói 7 ngày sau khi sinh và khi kết thúc Hừng đông, bé đã có thể biết đọc, chạy nhảy, đi săn và thể hiện sự phát triển trước tuổi. Trí tuệ của Renesmee làm kinh ngạc mọi người, đặc biệt là Edward và Bella, khi bé có thể nắm được mọi việc đang diễn ra lúc Volturi đến. Jacob đặt cho bé biệt danh " Nessie " vì anh nghĩ tên đầy đủ rất khó phát âm, nhưng Bella thực sự ghét cái tên này bởi cô cho rằng đó là tên của Quái vật hồ Loch Ness. Tuy nhiên, cuối tác phẩm, tất cả các nhân vật đều thừa nhận cái tên đó. Renesmee trưởng thành sau 7 năm, có một cơ thể 17 tuổi và mãi mãi bất tử.
Trong Hừng đông, Irina, người tình của Laurent, thấy Renesmee với cú nhảy cao khác thường đã tin rằng đây là "đứa trẻ bất tử", đứa trẻ bị ma cà rồng cắn. Ả thông báo cho nhà Volturi, vì "đứa trẻ bất tử" không thể kìm chế bản năng hút máu của mình và không được quyền sống sót. Quyết tâm giết Renesmee và trừng phạt nhà Cullen, Volturi đến Forks. Tuy nhiên, nhà Cullen tập hợp mọi nhân chứng trên toàn thế giới để chứng minh Renesmee không phải "đứa trẻ bất tử". Alice đưa Nahuel, một ma cà rồng lai, tới giải thích cho họ. Không còn coi Renesmee như mối hiểm hoạ, Volturi quay về.
Jacob có duyên ngầm với Renesmee
Nữ diễn viên nhí sinh năm 2000 Mackenzie Foy được chọn đảm nhiệm vai Renesmee. Đây có thể là phim thứ bảy của cô bé kể từ năm 2004.

## Nhóm ma-cà-rồngVolturi
Nhóm ma cà rồng Ý được biết đến với cái tên Volturi sống ở lâu đài Volterra, Italia. Họ được mọi ma cà rồng khác coi như gia đình hoàng tộc bởi vì họ đã sống hơn ba thiên niên kỉ và hoạt động như người gìn giữ hoà bình, đặt ra các đạo luật để giữ bí mật về sự tồn tại của thế giới ma cà rồng với loài người. Họ thường cử người đi khắp thế giới để ngăn chặn những ma cà rồng điên rồ và nổi loạn phơi bày bí mật. Họ được bảo vệ bởi những ma cà rồng hùng mạnh được tuyển chọn theo sức mạnh và khả năng. Carlisle từng sống với Volturi như một vị khách, nhưng ra đi để bảo vệ lập trường không làm hại con người và thành lập nhóm Olimpic riêng ở Tân thế giới. Những ma-cà-rồng Volturi được biết đến với những bộ trang phục tối màu cổ xưa, có mũ trùm đầu để che đi đôi mắt đỏ - thói quen uống máu người tạo nên. Cuối Trăng non, Volturi khám phá ra Bella, một con người, đã biết rõ sự tồn tại của ma cà rồng, và buộc cô phải chọn trở thành ma cà rồng, hoặc chết. Ở Nhật thực, kẻ đứng đầu Volturi đã sai Jane đi gia hạn thêm thời gian cho đội quân của Victoria - thay vì trừng phạt cô ta phạm luật, có lẽ bởi ông Aro cũng muốn nhân tiện mượn Victoria làm quân cờ tiêu diệt nhà Cullen. Nhưng mưu đồ của ông ta bất thành bởi ngoài nhà Edward còn có đội sói tham gia. Trong Hừng đông, Irina đến nhà Volturi và cảnh báo rằng nhà Cullen vừa tạo ra " đứa trẻ bất tử " sau khi gặp con gái Edward và Bella, Renesmee, đi săn không xa ngôi nhà Cullen. Volturi tới Forks để tiêu diệt Renesmee nhưng rời đi sau khi nhận ra cô bé không phải mối hiểm hoạ.

#### Aro*_Sulpicia
Lãnh tụ của Volturi, cũng giống như Edward, ông ta là người đọc được mọi ý nghĩ của người khác khi chạm vào cơ thể họ. Ông Aro là người đứng đầu, có khuôn mặt trắng như thoa phấn và đôi mắt đỏ đặc trưng. Ông ta cũng có một lòng đố kỵ với gia đình Edward vì ông ta lo lắng số phận mình rồi cũng sẽ bị lật đổ bởi gia đình bác sĩ Carlisle như "triều đại" tiền nhiệm Rumani. Tuy vậy ông ta vẫn thể hiện như một vị thủ lĩnh, không để lộ chuyện đó ra ngoài.
Vai diễn Aro do diễn viên Michael Sheen.
Sulpicia
Người bạn đời của Aro. Aro tạo ra cô ấy thay vì tìm kiếm để tránh biến chứng. Cô ấy hoàn toàn trung thành với ông.

#### Caius_Athenodora
Cộng sự của Aro và đồng lãnh đạo của Volturi. Cậu ấy không có bất kỳ tài năng đặc biệt, nhưng cậu ấy tham vọng và hận thù về phía nhóm ma cà rồng Rumani ấn tượng đến nỗi Aro quyết định tuyển dụng anh khi họ thành lập nhóm. Caius thường bất đồng với Aro, nhưng sức mạnh của Chelsea đã giữ Caius trung thành với Aro. Cũng như Aro, ông ta luôn nuôi một mối ghen tỵ với nhà Cullen bởi họ là nhóm mạnh nhất sau Volturi nhưng lại không khéo léo để lộ ra điều đó. Ông ta có mối thù sau đậm với "đứa con của Mặt Trăng" _những người sói bởi đã từ rất lâu, ông ta suýt bị người sói ăn thịt. Theo lời Edward, Caius đã săn họ từ Âu sang Á đến sắp mức sắp tuyệt chủng. Trong Hừng đông, ông ta đã lầm tưởng đội sói của Jacob là kẻ thù của mình nhưng sau khi được ông Aro giải thích đó chỉ là những "kẻ biến hình", ông ta mới chịu bỏ

#### Marcus*_Didyme*
Lãnh tụ của Volturi, Marcus nhạy cảm với các mối quan hệ, ông ta luôn dửng dưng với mọi việc và có một thể trạng yếu ớt. Ông có khả năng là xác định mối quan hệ, đây là lý do Aro muốn giữ ông lại bên mình. Vợ cũ của ông ta, Didyme, là người có năng lực làm người khác phấn chấn, đồng hoạt động như thủ lĩnh. Vì sau một thời gian cả hai quá mệt với ý định làm bá chủ của Aro nên họ muốn rời đi nhưng không ngờ Aro lại giết Didyme (Didyme là em gái của Aro) để giữ Marcus lại bên mình. Tuy nhiên kể từ đó Marcus luôn luôn sống như một thây ma và đó là lý do đoạn kết trong Hừng Đông Marcus khẽ nở một nụ cười khi bị hai anh em ma cà rồng Romani giết trong sự biết trước của Alice.

## Nhóm ma-cà-rồng cận vệ thànhVolterra
Bảo vệ của Volturi gồm 32 thành viên, trong truyện nhắc đến gồm:

#### Jane*

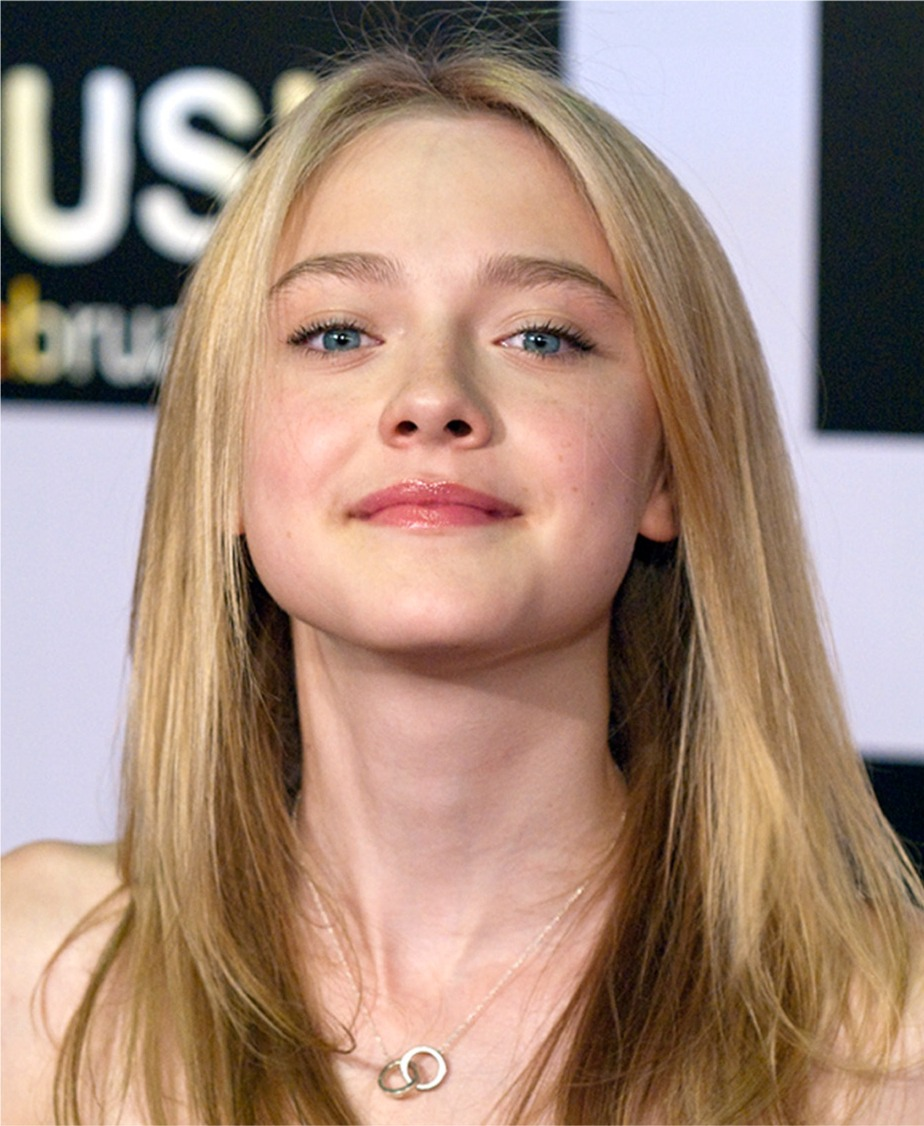
Dakota Fanning trong vai Jane

Ma-cà-rồng nhỏ nhắn, mang khuôn mặt của một thiên sứ, có khả năng gây ảo giác đau đớn điên cuồng cho kẻ thù. Vai Jane trong phim do nữ diễn viên trẻ tuổi Dakota Fanning thủ vai. Khi đóng phim, cô mới 15 tuổi.

#### Alec*
Là người em song sinh của Jane, có khả năng làm tê liệt mọi giác quan của đối phương. Vai diễn do Cameron Bright đảm nhiệm

#### Demetri*
Có khả năng truy đuổi bất kì ai đó có trong tâm trí của hắn. Vai diễn do Charlie Bewley đảm nhiệm

#### Chelsea*_Afton*
Chelsea có khả năng gây ảnh hưởng đến tình cảm gắn bó giữa mọi người. Cô ta mang nhiệm vụ quan trọng trong mỗi trận đánh, chia cách sự trung thành, mối liên kết giữa những nhóm liên mình để dễ bề khống chế họ, đồng thời làm cho họ gắn bó và phục tùng vô điều kiện với nhà Volturi đến mức sùng bái.

#### Renata*
Cô ta là cận vệ cá nhân của ông Aro, làm việc như một kẻ bảo hộ. Renata là một tấm chắn mạnh mẽ chống lại mọi sự tấn công như một phản xạ tự nhiên. Mỗi khi có ai đó tới gần ông Aro, kẻ đó sẽ thấy có một luồng sức mạnh khiến mình chệch hướng so với mục đích tấn công ban đầu một cách hoàn toàn vô thức. Đó chính là sự tác động của Renata.

#### Heidi*
là một ma cà rồng có một vẻ đẹp giống Rosalie. cô có nhiệm vụ đi đưa nguồn dinh dưỡng về cho nhà Votulri.

#### Felix
Felix là một nhân vật quan trọng trong đội bảo vệ của nhà Volturi. Anh là ma cà rồng có sức mạnh nhất trong đội. Felix xuất hiện từ tập 2 (Trăng non) cho đến tập 4 (Hừng Đông).

#### Santiago
Chỉ là một nhân vật phụ xuất hiện ở đoạn chiến đấu trong Hừng Đông 2 có nhiệm vụ đuổi bắt Renesmee (con gái của Bella) nhưng đã bị người sói Jacob tiêu diệt

## Nhóm ma-cà-rồng du cư
- James

Nhân vật phản diện trong Chạng vạng, James là một ma cà rồng khát máu, săn người hoặc cả động vật để luyện tập. Đồng bọn của hắn, Laurent, nói James luôn hành động theo ý thích, dù nhiều năm về trước cô gái Alice Cullen đã thoát được để rồi trở thành ma cà rồng trước khi hắn có thể hút máu. Không như nhà Cullen, hắn lấy máu người làm nguồn sống. Kết thúc Chạng vạng, James bị thiêu huỷ thành tro (để tiêu diệt vĩnh viễn) bởi anh em nhà Cullen Alice, Jasper và Emmet sau khi hắn dụ Bella tới một phòng múa ballet và chuẩn bị giết cô. James được miêu tả có mái tóc màu vàng và khuôn mặt của một tay săn.
James được thể hiện bởi Cam Gigandet trong phim Chạng vạng.
- Victoria

Một ả ma cà rồng tóc đỏ, dáng điệu như mèo, Victoria ban đầu là đồng bọn và là người tình của James. Ả chỉ xuất hiện thoáng qua trong tập 1 bên cạnh James để săn tìm Bella Swan. Sau khi James bị kết liễu, ả quyết định trả đũa Edward Cullen bằng cách giết Bella. Vài tháng sau trong Nhật thực, Victoria thành lập một đội quân quỷ khát máu mới tạo ra để chống lại liên minh giữa người sói và nhà Cullen. Trong trận chiến, cả ả và đồng bọn, Riley, bị tiêu diệt bởi Edward và cậu người sói trẻ Seth Clearwater. Khả năng đặc biệt của ả là tìm nơi an toàn để ẩn nấp.
Victoria được thể hiện bởi Rachelle Lefèvre trong phim Chạng vạng. và Bryce Dallas Howard trong phần ba, Nhật thự
Laurent
Một ma cà rồng tóc đen, nước da màu ô liu, Laurent là đồng bọn của James trong Chạng vạng. Khi James và Victoria muốn giết Bella, Laurent bỏ nhóm và đến Denali, Alaska, gia nhập vào nhà Tanya, hi vọng tìm được nguồn an ủi giữa nhóm ma cà rồng ăn chay này. Tuy nhiên, hắn không kiêng khem hoàn toàn được mà thỉnh thoảng vẫn hút máu người. Lúc ở đây, hắn có tình cảm đặc biệt với Irina, nhưng điều đó không đủ để giữ hắn lại, vì về sau hắn trở lại Forks trong Trăng non để giúp Victoria. Trong chuyến đi, hắn tình cờ bắt gặp Bella và định hút máu cô, trước khi bị kết liễu bởi nhóm người sói Quileute.
Laurent được thể hiện bởi Edi Gathegi trong phim Chạng vạng

## Nhóm ma-cà-rồng Denali

#### Eleazar*_Carmen
Eleazar là ma-cà-rồng từng là cận vệ thân tín dưới trướng của Aro, sau anh gia nhập vào nhà Denali vì yêu Carmen. Anh ta có nhiệm vụ truyền đi những mật tin chỉ huy và đi khắp thế giới để tìm ra những ma-cà-rồng có năng lực đặc biệt để làm hầu cận cho nhà Volturi

#### Kate*
Ma-cà-rồng chị em với Tanya, cô có khả năng tấn công giống như Jane bằng cách trục điện ra khỏi cơ thể quật ngã đối phương. Trong truyện, Kate chia sẻ rằng cô đã phải mất hằng thế kỉ mới có thể phóng điện từ dưới lòng bàn tay ra khắp cơ thể.

#### Tanya
Người chị cả và cũng là thủ lĩnh của nhóm Denali, những người bạn lâu năm của nhà Cullen, cô được miêu tả có mái tóc màu vàng tuyệt hảo và vẻ đẹp dịu dàng. Tanya từng mang một tình cảm đơn phương với Edward song không được anh đáp lại. Bởi trong quá khứ, mẹ của các chị em cô từng bị nhà Volturi trừng phạt do tạo ra những đứa trẻ bất tử nên khi thấy Renesmee, cô đã mất bình tĩnh vội vàng không nghe lời giải thích. Khi biết được chân tướng sự việc, cô gái đồng ý ở lại làm chứng và chiến đấu cùng họ.

#### Irina
Người chị em của Tanya và cũng là người tình của Laurent. Trong một lần xuống thăm nhà Cullen, Irina đã trông thấy Renesmee đi cùng mẹ Bella và Jacob. khong kịp nghe lời giải thích, cô đã sang Ý, đến nhà Volturi để tố giác Edward đã tạo ra một đứa trẻ bất tử, phạm vào điều luật cấm kỵ. Nhưng sự thật đã được phơi bày khi ông Aro kéo quân tới. Tức giận vì không tìm được ra cớ để tiêu diệt nhà Cullen, Caius đã sai đám cận vệ giết chết Irina hòng làm những người chị em của cô làm loạn mà tấn công trước,

## Nhóm ma-cà-rồng Ấn Độ

#### Amun_Kebi
- Amun là thủ lĩnh của nhóm Ai Cập. Trong "Hừng đông" ông ta lo sợ bị liên luỵ và tiêu diệt bởi nhà Volturi nên đã từ chối nghe Renesmee "giải thích", không cho vợ mình chạm vào bé và yêu cầu mọi người phải rời khỏi đây ngay. Nhưng sau khi Benjamin "có một vài sự đe doạ tế nhị về việc giải tán liên minh của họ" thì ông ta phải mong chóng thay đổi ý kiến.
- Kebi, vợ ông là một phụ nữ trầm lặng, dường như không bao giờ mở lời.

#### Benjamin*_Tia
- Benjamin là ma-cà-rồng mang sức mạnh siêu nhiên, điều khiển được các nguyên tố gió, đất, lửa và nước.
- Tia, vợ Benjamin là một cô gái ít nói, tuy nhiên những ý kiến của cô rất sâu sắc và đầy thu hút.

## Nhóm ma-cà-rồng Ireland

#### Maggie*
Cô gái được miêu tả là ma-cà-rồng nhỏ bé với những búp tóc quăn màu đỏ, không gây ấn tượng mạnh mẽ vè hình thức nhưng cô có khả năng thiên phú là biết được ai đang nói dối mình hay không.

#### Siobhan*_Liam
Siobhan được miêu tả là người phụ nữ cao lớn với vẻ đẹp quyến rũ, lả lượt như những ngọn sóng nhấp nhô. Khả năng đặc biệt của Siobham là có thể quyết định kết quả của mọi sự việc như cô mong muốn. Tuy nhiên cô không nghĩ rằng mình có năng lực này.

## Nhóm ma-cà-rồng Amazon

#### Zafrina*
Ma-cà-rồng người Amazon mang nét ngang tàng, hoang dã dữ tợn với bộ trang phục hoàn toàn bằng da thú, áo khoác cộc tạy và quần bó chặt. Cô có khả năng tạo ra ảo giác như Jane nhưng không làm người khác đau đớn mà ảo giác đó là những gì mà cô muốn cho họ nhìn thấy.

## Nhóm ma-cà-rồng Rumani
Đây là triều đại tiền nhiệm của Volturi, họ đã bị tấn công và mất hết quyền lực. Mang trong mình một nỗi căm thù đám ma-cà-rồng người Ý, họ tham gia vào nhà Cullen chỉ để chớp thời cơ quay lại vị trí cũ. Tuy mọi việc không diễn ra theo hướng mong đợi, nhưng tận mắt chứng kiến sự thủ đoạn, đê hèn của nhà Volturi, những ma-cà-rồng Rumani cũng dễ chịu đôi phần.

## Nhóm ma-cà-rồng du cưChâu Âu

#### Alistair*
Người đàn ông ma-cà-rồng này có mái tóc đen và cũng giống như ông Amun, tuy tin lời bác sĩ Carlisle, ông ta từ chối chạm vào đứa trẻ. Ông ta có tính luôn nghi ngờ tất cả mọi người, nhất là nhà cầm quyền Volturi. Alistair là một tay săn có cùng năng lực như Demetri tuy không hoàn toàn chính xác và hiệu quả như hắn. Điểm khác biệt duy nhất là ông ta phân định được hướng nào tới được vật cần tìm hay phải chạy ngược lại.

## Đội sóiQuileute

#### Sam Uley
Thủ lĩnh Alpha của đội sói. Lẽ ra ngôi vị dứng đầu phải là do Jacob đảm nhiệm nhưng do Sam là thành viên đầu tiên của đội sói nên Jake đã nhường lại cho anh ta. Sam rất có tư chất của một vị thủ lĩnh, điềm dạm và thận trọng. Bạn gái đầu tiên của anh là Leah Clearwater, những về sau do không cưỡng lại được "duyên ngầm" đã định trước, anh đã yêu Emily. Trong một lần biến đổi, khi vẫn chưa kiềm chế được bản tính hung hắng của sói, Sam đã khiến Emily bị thương, để lại một vết sẹo dài trên khuôn mặt cô gái. Anh đã đóng vai trò thủ lĩnh suốt những tập đầu của bộ truyện cho đến Hừng Đông, khi Jacob tách nhóm cùng Seth và Leah để lập nên đội sói Bella để bảo vệ gia đình Cullen khi giao ước "không cắn người" đã bị phá vỡ.
Sam bước chân vào cuộc đời người người sói gian khổ hơn các thành viên còn lại. Bởi lẽ, Sam là người đầu tiên và anh ấy chỉ một thân một mình, không có ai giải thích cho Sam biết rằng chuyện gì đang xảy ra với anh ấy. Ông nội của Sam mất từ trước khi anh ra đời. Bố thì rày đây mai đó. Lần đầu biến hình phải mất đến hai tuần sau mới lấy lại được bình tĩnh và biến thành người trở lại. Và một buổi chiều nọ, Sam gặp ông nội của Quil, già Quil Ateara đến thăm bà Ulley. Sam đã bắt tay già. Nhận ra sức nóng của bàn tay Sam như lò bếp già Ateara đi liền một mạch tới chỗ những vị lão khác. Họ là những người còn ghi nhớ di huấn của tổ tiên. Ông Ateara, bố Jacob và Harry Clearwater đã từng trông thấy sự biến đổi ra sao.Tất cả đã kể cho Sam nghe và giải thích cho anh ấy hiểu. Vậy nên Sam luôn mong chờ mọi đứa trẻ trong làng để nhập băng cùng Sam. Trong Trăng Non theo lời Jacob, Sam có cái nhìn như trông chờ điều gì đó đến từ Jacob. Sam luôn mong muốn cho Bella ghét ma cà rồng vì bởi nhà Cullen quay trở về nên anh mới bị biến đổi. Và Sam đã căm ghét bản thân mình khi đã làm tan nát trái tim Leah và do thiếu kiềm chế anh đã làm ra những vết sẹo trên mặt Emily

#### Seth Clearwater
Cậu bé người sói vô tư nhỏ tuổi nhất nhóm cho đến Nhật thực (bởi khi đến tập 4, đội sói đã tăng số lượng rất nhiều so với số ma-cà-rồng xuất hiện ở Forks). Cậu đã cùng chiến đấu và trở thành bạn thân của Edward, đó là mối quân hệ rất đặc biệt giữa hai người của hai thế lực vẫn được coi là kẻ thù của nhau. Khi Jacob tách nhóm, Seth và chị gái Leah đã cũng đi theo để bảo vệ cho Bella.

#### Leah Clearwater
Cô gái da đỏ, chị của Seth. Leah vốn không ưa ma-cà-rồng bởi chính vì họ mà cô phải biến thành người sói- cô gái sói duy nhất trong lịch sử bộ tộc. Tuy dường như mang trong mình dòng máu ưu tú nhưng Cô gái luôn tỏ ra ghen ghét Bella bởi cô không thể là một người bình thường, không thể làm mẹ khi đã biến thành sói giống như Bella. Một lẽ nữa bởi cô chính là bạn gái đầu tiên của Sam, nhưng về sau do "duyên ngầm" với Emily, người em họ của cô, Sam và Leah đã chia tay.

#### Quil
là một trong những người bạn thân nhất của Jacob. Cũng là một người sói còn non, trở thành sói sau Jacob. cậu là 1 chiến binh.

#### Paul
Người sói nóng nảy nhất trong đội sói, từng tấn công Bella và thường xuyên đánh nhau với Jacob.

#### Embry
Embry là người bạn thân của Jacob.

#### Jared
là người bạn thân của Sam luôn làm theo những gì mà Sam nói